# Ana Khouri
Ana Khouri est un personnage de fiction du cycle des Inhibiteurs d’Alastair Reynolds.

## Biographie du personnage
Originaire de Sky's Edge, le Bord du Ciel, après avoir été blessée au combat Ana est expédiée par inadvertance par un hôpital militaire vers Yellowstone.
Dans l’impossibilité de retourner à son ancienne vie, Ana Khouri s’adapte à sa nouvelle planète, notamment après sa rencontre avec Mirabel Tanner (voir La Cité du gouffre), et devient tueuse à gage dans le “Grand Jeu” de Chasm City.
Embauchée par La Demoiselle, elle s’embarque sur le Spleen de l'Infini, ainsi que dans la lutte contre les Inhibiteurs par la même occasion. Malgré des débuts mensongers, elle se lie à Ilia Volyova. Après la disparition de cette dernière dans L'Arche de la rédemption, Ana rejoint les forces de Clavain, et constitue avec Remontoir et Thorn l’arrière garde protégeant l’“Arche” de la poursuite par les Inhibiteurs.
Sa fille Aura, reprise à Skade dans le tome Le Gouffre de l'absolution, semble avoir les connaissances nécessaires à l’Humanité si elle veut survivre aux évènements …